# DuPont Corporation

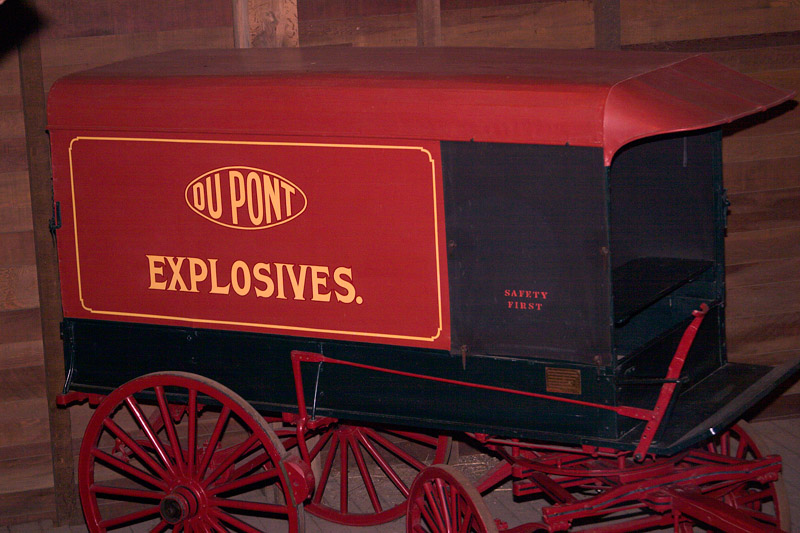
Antiguo furgón de carga de la DuPont

DuPont, abreviación usual de E. I. du Pont de Nemours and Co. es una empresa multinacional de origen estadounidense, dedicada fundamentalmente a varias ramas industriales de la química, que actualmente cuenta con unos 64.000 empleados en todo el mundo, siendo una de las más grandes empresas de química del planeta, junto con otras como Basf o Dow Chemical Company.
Fue inaugurada el 19 de julio de 1802 por Éleuthère Irénée du Pont de Nemours, cerca de la ciudad de Wilmington, Delaware, Estados Unidos. La empresa creció mediante adquisiciones durante el siglo XIX, antes de que las leyes antimonopolio le obligaran a escindir líneas de negocio a principios del siglo XX. 
Durante el siglo XX la empresa tuvo un periodo de auge gracias al desarrollo de numerosos productos. Es particularmente famosa por haber desarrollado materiales de uso cotidiano tan conocidos como el Vespel, el Neopreno, el Nylon, la Lycra, el Plexiglás, Teflón, Kevlar, el Nomex, el Tyvek, Sontara o el Corian. Debido a su costumbre de registrar como marcas sus avances, muchos de sus productos son aún más famosos que la propia compañía. La empresa también tuvo un papel relevante en el esfuerzo bélico de Estados Unidos durante la Segunda Guerra Mundial y el proyecto Manhattan. 
La empresa se vio además ligada a las industrias automovilística y petrolera debido a los vínculos corporativos con General Motors y Conoco que marcaron la historia de DuPont durante ese siglo. Aunque fue obligada a vender su participación en GM en 1957, la empresa ha sido listada desde entonces como una de las principales corporaciones estadounidenses y la familia fundadora una de las más poderosas del país protagonizando controversias por ello.
Tras salir del sector petrolero en 1999, la empresa se ha posicionado como una empresa química y de materiales. Como tal, es una de las mayores empresas mundiales del sector, siendo un empleador relevante en múltiples países y un importante actor en I+D a nivel global. Asimismo la empresa se ha visto envuelta en numerosas polémicas ambientales como es la toxicidad del C-8, su papel pasado como productor de compuestos CFC dañinos para la capa de ozono o su participación en la agricultura trasgénica así como en escándalos por fijación de precios.
En 2017 fue protagonista de una fusión con su principal rival Dow Chemical Company, que trajo diversas consideraciones sobre competencia por la concentración resultante, despidos por la fusión y falta de rentabilidad. Así, muchos de los materiales producidos como el polipropileno son considerados de bajo valor añadido en la actualidad y la tendencia de precios en agricultura, otro de sus principales consumidores, es mala, dejando solo la línea de productos especiales con buenas perspectivas de futuro. La empresa en los últimos años ha desarrollado nuevas líneas de producto relacionadas con nuevos negocios como los biomateriales o las energías renovables.

## Historia
DuPont fue fundada el 19 de julio de 1802 por Éleuthère Irénée du Pont de Nemours, cerca de la ciudad de Wilmington, (Delaware, Estados Unidos) después de que él y su familia hubieran escapado de Francia, entonces bajo las consecuencias de la Revolución. En sus orígenes se trataba de una manufactura de pólvora, pues había notado que el sector estaba mucho menos desarrollado que en Europa. Tan rápido creció la compañía que a mitad de siglo ya era la mayor proveedora de pólvora del país. Durante la Guerra Civil en los Estados Unidos la compañía suministraba la mitad de la pólvora usada por el ejército de la Unión.
DuPont continuó creciendo, ampliando sus ventas al sector de los explosivos como la dinamita. Tras la muerte de su entonces presidente, Eugene du Pont en 1902, sus socios vendieron la empresa a los nietos del fundador, cuya dirección hizo crecer la empresa a base de comprar varias compañías pequeñas del sector. Sin embargo, las leyes antimonopolio hicieron que en 1912, la empresa tuviera que dividirse. Hercules Powder y Atlas Chemical nacieron de esta decisión judicial.
DuPont creó dos laboratorios pioneros en investigación en los Estados Unidos, que comenzaron a trabajar en productos no militares como la celulosa o la laca.
En 1914, Pierre S. du Pont,  hizo que la empresa invirtiera en la industria automovilística  comprando acciones de General Motors (GM). La compañía obtuvo un asiento en el consejo de dirección. En 1920 Pierre S. du Pont fue elegido presidente de General Motors, llevándola al liderazgo mundial en el sector. Sin embargo, la Ley Sherman Antimonopolio obligó a separar ambas empresas y en 1957 DuPont vendió su participación en la empresa.
Durante la década de los 20, DuPont dirigió su investigación a los polímeros, contratando a Wallace Carothers. Este descubrió el neopreno, y, en 1935, el nylon, dos de los más exitosos productos de la compañía. El plexiglás y el teflón les siguieron unos años después.
Durante el periodo en la empresa siguió siendo una proveedor del ejército estadounidense tanto en la Primera Guerra Mundial como en la Segunda. La empresa también colaboró en el Proyecto Manhattan para construir la primera bomba atómica, siendo responsable de la planta de producción de plutonio en el Laboratorio Nacional Oak Ridge.
Tras la guerra, la empresa siguió lanzando nuevos materiales al mercado, como las fibras sintéticas o fibras elásticas como el elastano conocido como fibra LYCRA (marca de INVISTA), en la década de los 50 y el tyvek, y el nomex en los 60. Estos avances fueron necesarios en el Programa Apollo, del que DuPont fue proveedor.
En 1981, DuPont adquirió Conoco Inc., la mayor empresa de hidrocarburos de Estados Unidos, para asegurarse el suministro de petróleo que necesitaba para elaborar sus productos. La compra se hizo efectiva tras una guerra con la refinadora Seagram Company Ltd. Tras ganar DuPont, Seagram anunció que había vendido sus acciones en Conoco, y había comprado una participación del 24% en DuPont, llegando a ser el mayor accionista de la compañía, con cuatro asientos en el consejo de dirección. El 6 de abril de 1995, DuPont anunció la recompra de todas las acciones en poder de Seagram.
DuPont vendió sus acciones de Conoco en 1999. Ese mismo año, la empresa anunció que centraría sus actividades en sintetizar sus propios productos, en vez de proveer a DuPont.

## En la actualidad
En 2006 DuPont era una multinacional con unas ventas de 27.421 millones de dólares con unos beneficios de 3.148 millones y 59.000 empleados.
Es la sexagesimosexta compañía por tamaño en los Estados Unidos. Opera en cinco sectores: Electrónica y Comunicaciones; Seguridad y Protección; Agricultura y Nutrición; Materiales de alto rendimiento; y Tecnologías textiles y tintes. En 2004 la empresa vendió su negocio textil a Koch Industries, y el elastano de marca LYCRA pasó a pertenecer a la empresa INVISTA.
DuPont se describe a sí misma como una compañía científica mundial que emplea a más de 60,000 personas en todo el mundo y tiene una amplia gama de ofertas de productos.  La compañía se ubica en el puesto 86 en la lista Fortune 500 en la fortaleza de casi $ 36 mil millones en ingresos, $ 4848 millones en ganancias en 2013. En abril de 2014, Forbes clasificó a DuPont 171 en su Global 2000, el listado de las principales empresas públicas del mundo.
Los negocios de DuPont se organizan en las siguientes cinco categorías, conocidas como "plataformas" de marketing: Tecnologías electrónicas y de comunicación, Materiales de rendimiento, Tecnologías de recubrimientos y color, Seguridad y protección, y Agricultura y nutrición.
La división de agricultura, DuPont Pioneer fabrica y vende semillas híbridas y semillas genéticamente modificadas, algunas de las cuales se convierten en alimentos genéticamente modificados. Los genes incorporados en sus productos incluyen LibertyLink, que proporciona resistencia a los herbicidas Ignite Herbicide / Liberty de Bayer; el gen de protección contra insectos Herculex I que proporciona protección contra varios insectos; el rasgo de protección contra insectos Herculex RW que proporciona protección contra otros insectos; el gen YieldGard Corn Borer, que proporciona resistencia a otro conjunto de insectos; y el rasgo Roundup Ready Corn 2 que proporciona resistencia a los cultivos contra los herbicidas con glifosato. En 2010, DuPont Pioneer recibió la aprobación para comenzar a comercializar la soja Plenish, que contiene "el contenido más alto de ácido oleico de cualquier producto de soja comercial, en más del 75 por ciento. Plenish ofrece un producto sin grasas trans, 20 por ciento menos de grasa saturada que la soja común. aceite, y un aceite más estable con mayor flexibilidad en aplicaciones alimentarias e industriales ". Plenish está diseñado genéticamente para" bloquear la formación de enzimas que continúan la cascada aguas abajo del ácido oleico (que produce grasas saturadas), lo que resulta en una acumulación de el deseable ácido monoinsaturado ".
Desde el año 2000, la compañía fue desinvirtiendo negocios no estratégicos. Así, en octubre de 2001 la compañía vendió su negocio farmacéutico a Bristol Myers Squibb por $ 7798 mil millones.  En 2002, la compañía vendió el negocio de Clysar (R) a Bemis Company por $ 143 millones. En 2004, la compañía vendió su negocio de textiles, que incluía algunas de sus marcas más conocidas como Lycra (Spandex), poliéster Dacron, acrílico Orlon, nylon Antron y Thermolite, a Koch Industries.
En 2011, DuPont fue el mayor productor de dióxido de titanio del mundo, principalmente como pigmento blanco utilizado en la industria del papel. Por esa fecha, DuPont tenía 150 instalaciones de investigación y desarrollo ubicadas en China, Brasil, India, Alemania y Suiza, con una inversión promedio de $ 2 mil millones anuales en una amplia gama de tecnologías para muchos mercados, incluyendo agricultura, características genéticas, biocombustibles, automotriz, construcción, electrónica.[cita requerida] Productos químicos, y materiales industriales. DuPont emplea a más de 10 000 científicos e ingenieros en todo el mundo.[cita requerida]
El 9 de enero de 2011, DuPont anunció que había alcanzado un acuerdo para comprar la compañía danesa Danisco por US $ 6,3 mil millones. El 16 de mayo de 2011, DuPont anunció que su oferta pública por Danisco había sido exitosa y que procedería a rescatar las acciones restantes y eliminar a la compañía.
El 1 de mayo de 2012, DuPont anunció que había adquirido de Bunge la propiedad total de la empresa conjunta Solae, una empresa de ingredientes a base de soja. DuPont anteriormente era propietario del 72 por ciento de la empresa conjunta, mientras que Bunge era dueño del 28 por ciento restante. 
Estas compras fueron en paralelo con una política de rotación de activos que siguió incluyendo desinversiones. En febrero de 2013, DuPont Performance Coatings se vendió a Carlyle Group y se le cambió el nombre a Axalta Coating Systems. En octubre de 2015, DuPont vendió el negocio de caucho de neopreno cloropreno a Denka Performance Elastomers, una empresa conjunta de Denka y Mitsui. 

### Chemours
En octubre de 2013, DuPont anunció que planeaba convertir su negocio de Performance Chemicals en una nueva empresa que cotiza en bolsa a mediados de 2015. La compañía presentó su Formulario 10 inicial ante la SEC en diciembre de 2014 y anunció que la nueva compañía se llamaría The Chemours Company.  La escisión a los accionistas de DuPont se completó el 1 de julio de 2015 y las acciones de Chemours comenzaron a cotizarse en la Bolsa de Nueva York en la misma fecha. 
DuPont se centrará en la producción de semillas transgénicas, materiales para paneles solares y alternativas a los combustibles fósiles. Chemours se hace responsable de la limpieza de 171 sitios anteriores de DuPont, que según DuPont costará entre $ 295 millones y $ 945 millones.

### Fusión con Dow
El 11 de diciembre de 2015, DuPont anunció que se fusionaría con Dow Chemical Company, en una transacción totalmente en acciones. La compañía combinada, que se conocerá como DowDuPont, tendrá un valor estimado de $ 130 mil millones, estará en manos de los accionistas de ambas compañías y mantendrá su sede en Delaware y Míchigan, respectivamente. Dentro de los dos años posteriores al cierre de la fusión, previsto para el primer trimestre de 2017 y sujeto a la aprobación regulatoria, DowDuPont se dividirá en tres compañías públicas separadas, centradas en los productos químicos agrícolas, Ciencia de los materiales e industrias de productos especializados. Los comentaristas han cuestionado la viabilidad económica de este plan porque, de las tres compañías, solo la industria de productos especializados tiene perspectivas de alto crecimiento.[cita requerida] Las perspectivas sobre la rentabilidad de las otras dos empresas propuestas se han cuestionado debido a la reducción de los precios de los cultivos y los menores márgenes en plásticos como el polietileno.[cita requerida] También señalaron que es probable que el acuerdo enfrente un control antimonopolio en varios países.[cita requerida] Esto finalmente se convirtió en el caso, con dos retrasos debido a las aprobaciones regulatorias. La fusión se cerró el 31 de agosto de 2017. 

### #MakersofNew
En octubre de 2018, DuPont Anuncia su cambio como empresa y separación de Dow Chemical Company, concluyendo así la fusión entre ambos pares, para dar inicio a la nueva DuPont cambiando así su histórico logo de 111 años de edad.

## Desarrollos
- 1930: Neopreno, un caucho sintético.
- 1935: Nylon, una fibra sintética.
- 1937-1938: Teflon, un Fluoropolímero.
- 1952: Mylar, una película de poliéster excepcionalmente fuerte, durable y plástica de usos diversos.
- 1959: Lycra, una Fibra elastano.
- 1967: Nomex, una Fibra aramida .
- 1968: Kapton .
- 1970: Kevlar,una Fibra aramida utilizada en los chalecos antibalas.
- 1970: Materiales para superficies sólidas Corian y Zodiaq.
- 2000: Polímero Sorona, obtenido a partir de almidón de maíz.

## Directivos

### Consejo de Administración actual
Edward D. Breen CEO y fusión con DOW
- Ellen J. Kullman - CEO
- Alain J. P. Belda
- Richard H. Brown
- Curtis Crawford
- John T. Dillon
- Louisa Duemling
- Lois Juliber
- Masahisa Naitoh
- Sean O'Keefe
- William K. Reilly
- Rodney Sharp
- Charles Vest

## Presidentes de la compañía
- Eleuthère Irénée du Pont (1771-1834) de 1802 a 1834
- Alfred V. du Pont (1798-1856) de 1834 a 1850
- T. Coleman du Pont, Pierre S. du Pont (1870-1954) y Alfred I. du Pont a partir de 1902
- Charles O. Holliday (1998 - 2008)
- Ellen Kullman (2009 - 2015)
- Edward D. Breen (2015 - a la actualidad)

## Polémicas

### C-8
Una investigación de la Agencia de Protección Medioambiental acusó a DuPont de ocultar los efectos del C-8, (ácido perfluorooctanoico, un producto usado en la obtención del teflón). Varios estudios demuestran que el efecto acumulativo de este material es cancerígeno, además de poder provocar malformaciones en el embarazo y otros problemas sanitarios..Esta sustancia ha sido hallada en la sangre del 95% de los americanos. 
Desde 1999 el abogado Robert Bilott empezó un juicio contra DuPont por vertidos que terminaron derivando en una acción colectiva. DuPont ha asegurado en el año 2000 y 2001 que no había riesgos, a pesar de carecer de estudios para demostrarlo. En diciembre de 2005, la empresa fue condenada a 10,25 millones de dólares en multas y 6,25 millones más en programas medioambientales aunque no se le exigió el reconocerse responsable legal.
El proceso jurídico al que estuvo sometida DuPont por esas circunstancias, forma el hilo argumental de la película Dark Waters, que se apoya en el artículo de Nathaniel Rich, "El abogado que se convirtió en la peor pesadilla de DuPont", publicado en New York Times Magazine en 2016.

### Trata de personas
En febrero de 2010, la empresa Dupont, fue sancionada por la Administración Federal de Ingresos Públicos (AFIP), de la República Argentina, debido a responsabilidad en la trata de personas, mala remuneración y no brindar condiciones de trabajo adecuadas para sus trabajadores.

### Fijación de precios
En 1941, una investigación del Standard Oil Co. y IG Farben denunció una trama para fijar los precios con acuerdos entre DuPont, U.S. Industrial Alcohol Co., y su filial Cuba Distilling Co. La investigación fue desechada debido a la necesidad del apoyo industrial en los esfuerzos bélicos.

### DuPont: Tras el telón de Nilon
En 1974, Gerard Colby Zilg, escribió un libro sobre la familia DuPont con el título "Du Pont Dynasty: Behind the Nylon Curtain", o "DuPont: Tras el telón de Nilon", que criticaba el papel de la familia en la sociedad americana. El libro fue candidato al National Book Award en 1974.
La familia DuPont intervino, y contactó con The Fortune Book, que revisó su decisión de distribuir el libro. El redactor jefe se quejó de la malicia del libro y del tono parcial del mismo. Finalmente, Prentice-Hall eliminó varios párrafos del mismo, reduciendo de 15.000 a 10.000 copias la publicación y de $15.000 a $5.000 el gasto de publicidad en el libro.
Zilg demandó por ello a Prentice-Hall (Zilg vs Prentice-Hall), acusándolos de incumplimiento de contrato.
La corte federal determinó que Prentice había incumplido sus compromisos, y no halló razón comercial alguna para rebajar el gasto en la promoción del libro. También concluyó que el interés de la compañía DuPont en la buena fe del señor Zilg era constitucional, exonerándolo de coacción o denuncias infundadas.
El tribunal de apelaciones de Estados Unidos en septiembre de 1983 aseveró que aunque las acciones de la empresa DuPont hubieran "seguramente" causado la decisión de distribuir una edición más pequeña del libro, la acción no era penable. La corte judicial indicó que el contrato no incluía ninguna mención a hacer "el mayor esfuerzo posible en la promoción del libro", y menos aún a la realización de acciones específicas para publicitar el libro.
Zilg perdió la apelación al Tribunal Supremo en abril de 1984.
En 1984 Lyle Stuart lanzó una edición ampliada del libro.

### CFC
DuPont fue, junto con General Motors el inventor de los CFC (familia de sustancias dañinas para la capa de ozono). También era el mayor productor de los mismos, con un 25% de cuota a finales de la década de los ochenta.
En 1974, en respuesta a la preocupación sobre los posibles efectos, DuPont prometió en declaraciones en los periódicos y ante el congreso de los Estados Unidos que detendría la producción de estos productos químicos que se habían demostrado dañinos para la capa de ozono
El 4 de marzo de 1988, los senadores Max Baucus (Partido Demócrata-Montana), Dave Durenberger (Partido Republicano-Minnesota), y Robert T. Stafford (Republicano-Vermont) escribieron a DuPont como miembros del subcomité para residuos peligrosos y sustancias tóxicas, pidiéndoles que cumplieran su promesa de dejar de producir CFC (esperando que antes de un año lo hubiera aplicado a la mayoría de los tipos de CFC) de acuerdo al Protocolo de Montreal de 1987. Los Senadores hablaron de la "obligación única y especial de DuPont como inventor de los CFC" y autor de varios estudios que negaban los efectos del CFC. Sin embargo, DuPont exigió más evidencias para ello, dado que las alternativas aún no eran prácticas.
El 24 de marzo, en un cambio radical de postura, DuPont anunció que empezaría a abandonar el negocio de los CFC tras un estudio de la NASA, publicado el 5 de marzo, que aseguraba que los CFC no solo causaban un agujero en la capa de ozono, sino que la estaban reduciendo en todas partes.
El 27 de abril de 1992 en una página completa en New York Times la compañía anunció que "pararemos de vender CFC tan pronto como sea posible, pero no más tarde de 1995 en los países desarrollados"
En años posteriores, Dupont mantuvo que había tomado la delantera en eliminar los CFC y en reemplazarlos por otros refrigerantes químicos como los HCFC y los HFC. En 2003, Dupont ganó una Medalla Nacional de la Tecnología de Estados Unidos por su trabajo en esta nueva generación de refrigerantes.

### Programa nuclear iraquí
En un informe remitido por Saddam Hussein a las Naciones Unidas previamente a la invasión de Irak se reveló que DuPont había participado en el desarrollo del programa nuclear iraquí.

## Patrocinio

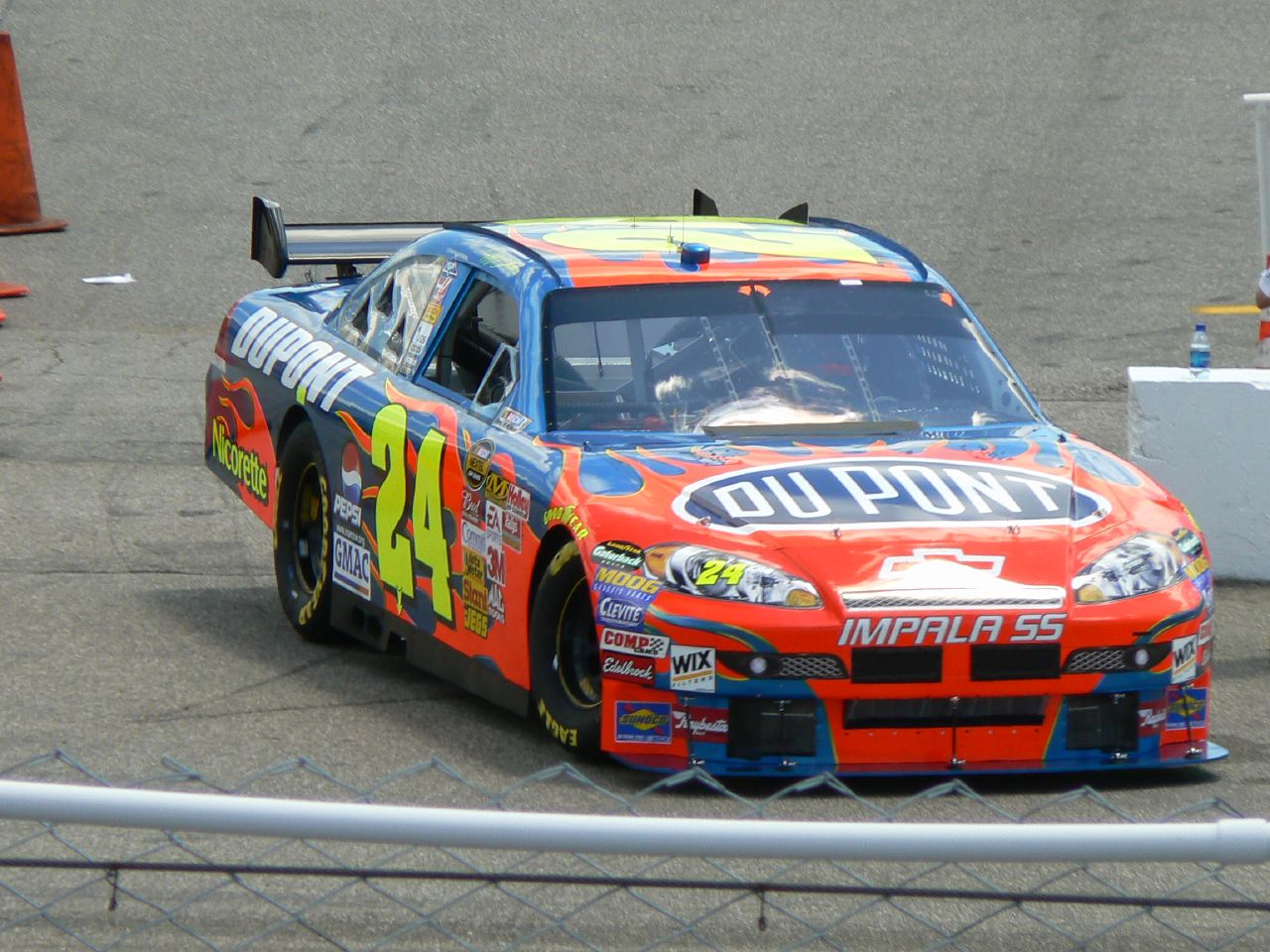
Chevrolet Impala SS número 24 de Jeff Gordon en 2007.

DuPont ha sido patrocinador principal del auto número 24 de Jeff Gordon en la Copa NASCAR desde 1992 hasta 2010. Disminuyó su patrocinio a partir de 2011, debido a que AARP Drive to End Hunger tomó el rol de patrocinador principal. Después de la temporada 2012, debido a que DuPont fue comprado por el Grupo Carlyle y pasó a llamarse Axalta Coating Systems, se terminó la unión entre DuPont y Gordon, aunque Axalta lo patrocinó al californiano desde 2013 hasta 2015. Con el número 24 patrocinado por DuPont, Gordon logró cuatro títulos de la Copa NASCAR y tres triunfos en las 500 Millas de Daytona.

## Publicaciones sobre DuPont
- Ashish Arora, Ralph Landau and Nathan Rosenberg, eds. Chemicals and Long-Term Economic Growth: Insights from the Chemical Industry (2000)
- Alfred D Chandler,  Pierre S. Du Pont and the making of the modern corporation (1971)
- Alfred D Chandler, Strategy and Structure: Chapters in the History of the American Industrial Enterprise (1969)
- Williams Haynes. American chemical industry (1983)
- David A. Hounshell. Science and Corporate Strategy: Du Pont R and D, 1902-1980 (1988)
- Adrian Kinnane. On DuPont: From the Banks of the Brandywine to Miracles of Science (2002)